# Amàlia Guillema de Brunsvic-Lüneburg
Amàlia Guillema de Brunsvic-Lüneburg (Braunschweig, 21 d'abril de 1673 - Viena, 1742) era princesa de Brunsvic-Lüneburg amb el tractament d'altesa que es maridà amb l'emperador Josep I del Sacre Imperi Romanogermànic esdevingué l'emperadriu consort.

## Antecedents familiars
Era filla del duc Joan Frederic de Brunsvic-Lüneburg i de la princesa Benedicta del Palatinat-Simmern. Amàlia Guillema era neta per via paterna del duc Jordi de Brunsvic-Lüneburg i de la landgravina Anna Elionor de Hessen-Darmstadt; en canvi, per via materna era neta del comte Eduard del Palatinat-Simmern i de la princesa Anna de Màntua.

## Núpcies i descendents
L'any 1699 contragué matrimoni a Viena amb l'emperador emperador Josep I, fill de l'emperador Leopold I i de la princesa Elionor del Palatinat-Neuburg. La parella tingué tres filles:
- SAIR l'arxiduquessa Maria Josepa d'Àustria, nada a Viena el 1699 i morta a Dresden el 1757. Es casà amb l'elector Frederic August II de Saxònia.
- SAIR l'arxiduc Leopold Josep d'Àustria, nat a Viena el 1700 i mort el 1701.
- SAIR l'arxiduquessa Maria Amàlia d'Àustria, nada a Viena el 1701 i morta a Múnic el 1756. Es casà amb l'elector Carles Albert de Baviera.

L'any 1711 Amàlia Guillema restà viuda del seu marit i a conseqüència de l'absència d'un hereu masculí directa, la corona passà al seu cunyat, l'emperador Carles VI.
Des de 1711 fins a la seva mort, 31 anys després, Amàlia Guillema visqué apartada de la vida palatina morint en el convent dels salesians a Viena.